# Orsotriaena hesione
Orsotriaena hesione är en fjärilsart som beskrevs av Pieter Cramer 1775. Orsotriaena hesione ingår i släktet Orsotriaena och familjen praktfjärilar. Inga underarter finns listade i Catalogue of Life.